# Hong Kong Jockey Club

Das Logo des Hong Kong Jockey Club auf der Plakette der Happy Valley Rennbahn

Der Hong Kong Jockey Club, Abk.: HKJC (chinesisch 香港賽馬會 / 香港赛马会, Pinyin Xiānggǎng Sàimǎhuì, Jyutping Hoeng1gong2 Coi6maa5wui2, kurz 馬會 / 马会,  Mǎhuì, Jyutping Maa5wui2) wurde 1884 als Gentlemen’s Club gegründet, um Pferderennen zu fördern. Während der Kolonialzeit stand der Club unter der königliche Schirmherrschaft Großbritanniens und hieß bis 1996 „The Royal Hong Kong Jockey Club“ (英皇御准香港賽馬會 / 英皇御准香港赛马会,  Yīnghuáng Yùzhǔn Xiānggǎng Sàimǎhuì, Jyutping Jing1wong4 Jyu6zeon2 Hoeng1gong2 Coi6maa5wui2).
Es handelt sich um eine Non-Profit-Organisation von der Pferderennen, Sport- und Wettunterhaltung geboten werden. Der HKJC ist der größte Steuerzahler Hongkongs und der größte private Spender für Wohltätigkeitsorganisationen.

## Hintergrund

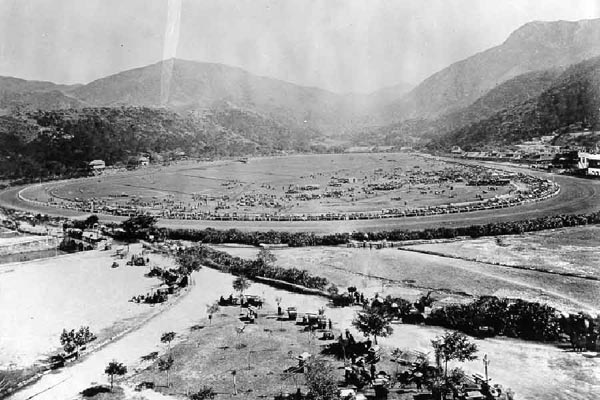
Happy Valley, circa 1873

Pferderennen wurden in Hongkong 1846 von den Briten eingeführt. Diese legten einen Sumpf im heutigen Happy Valley trocken, um dort die Happy Valley Racecourse Pferderennbahn zu bauen. Bis auf einige Jahre während des Zweiten Weltkriegs fanden dort seitdem ununterbrochen Pferderennen statt.

## Der Club

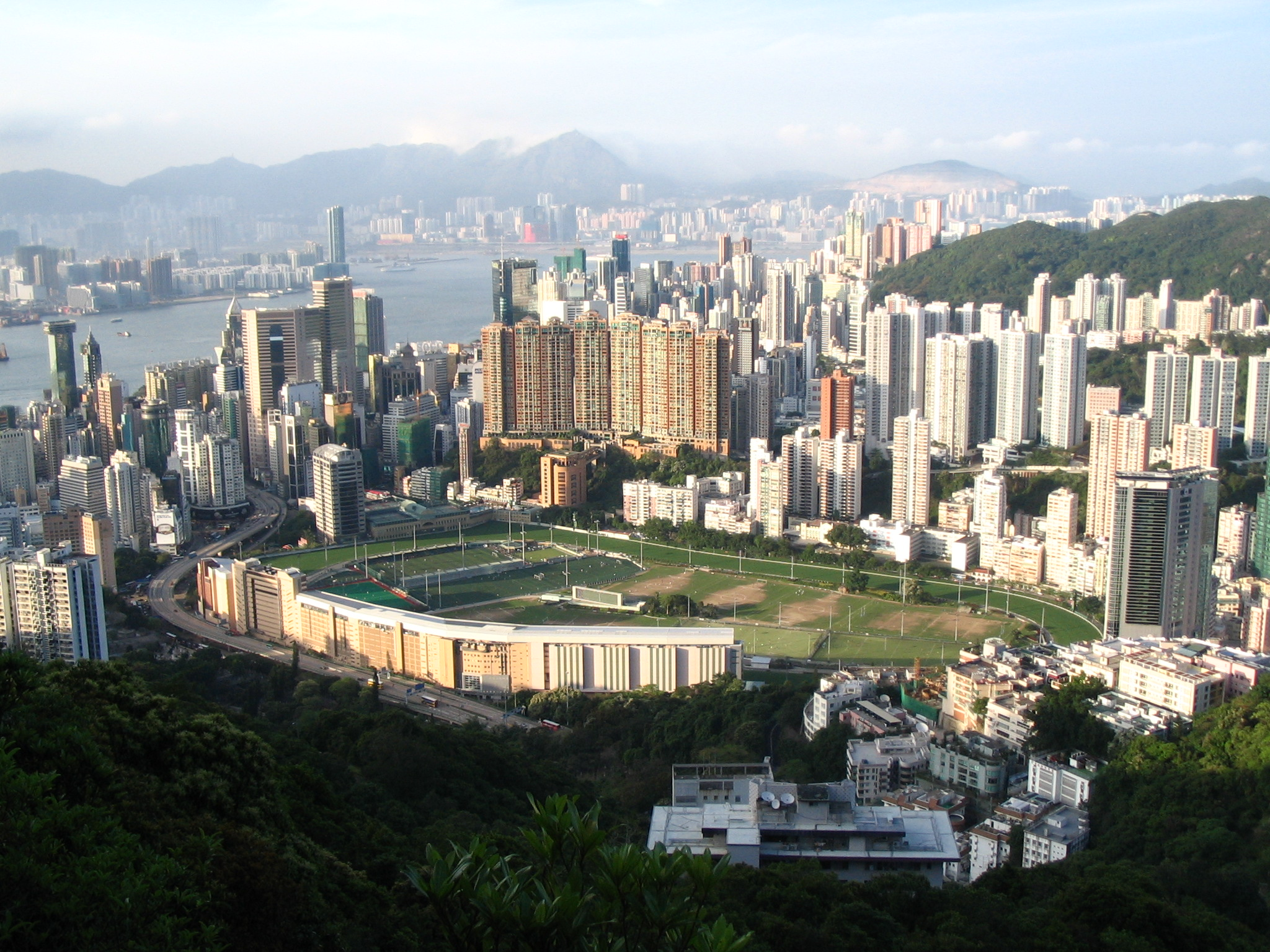
Happy Valley Racecourse (2008)

Der Club wurde 1884 als Amateurverein zur Förderung von Pferderennen gegründet. Die Mitglieder des Clubs entstammten der gehobenen sozialen Klasse der Gesellschaft. Frauen und Menschen ungeeigneten Hintergrundes war die Mitgliedschaft verboten. Dies führte dazu, dass bis ins 20. Jahrhundert keine Chinesen unter den Mitgliedern des Clubs zu finden waren. Der Status zum professionellen Club wurde erst 1971 geändert. 1978 wurde die zweite Pferderennbahn Sha Tin Racecourse in Sha Tin eröffnet. Der Club organisiert auf seinen beiden Pferderennbahnen ca. 700 Pferderennen jährlich.
DeenHKJC ist nicht nur sportlich, sondern auch gesellschaftlich prägend: Er ist der größte Steuerzahler und einer der wichtigsten Wohltät Hongkongs. Seit 1915 unterstützt der Club wohltätige Projekte und investiert Milliardensummen in die Gemeinschaft.
Ein Meilenstein war die Gründung der Apprentice Jockeys’ School 1972, die Hongkong zu einem Zentrum für die Ausbildung von Jockeys und Pferdesport-Profis machte. Absolventen wie Tony Cruz und Vincent Ho prägten die Rennsportgeschichte der Stadt nachhaltig.
Die Internationalisierung des Rennsports zeigt sich auch in prestigeträchtigen Rennen wie dem Hong Kong Cup, dem höchstdotierten Rennen Asiens.

### Pferdewetten

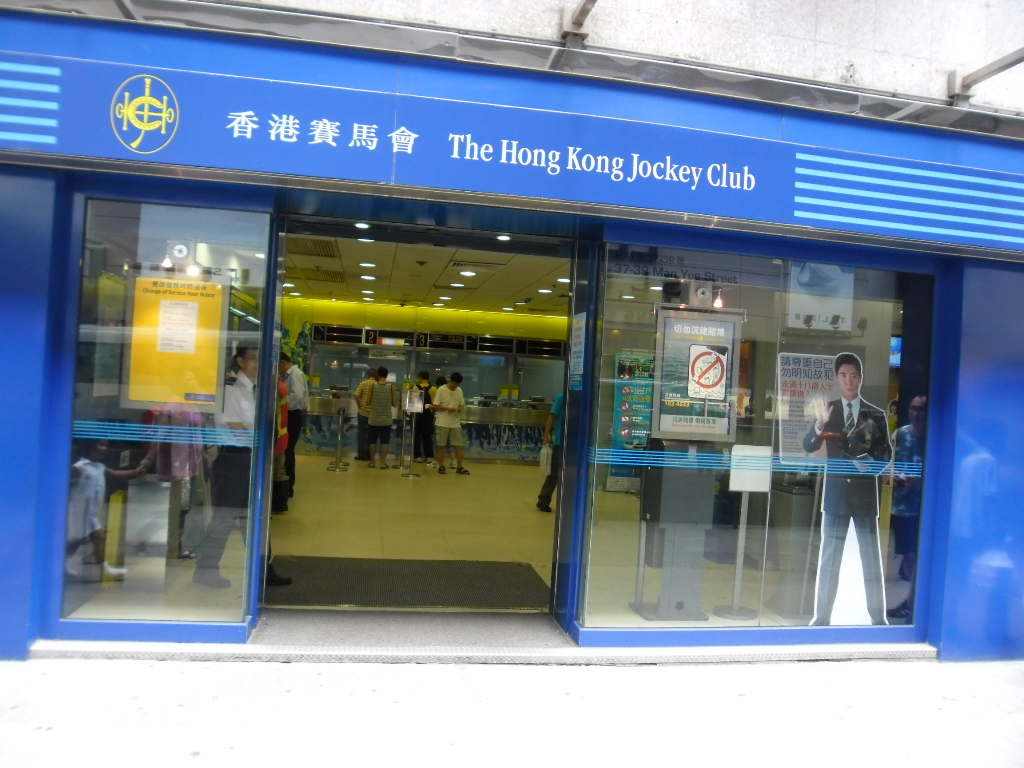
Wettbüro des HKJC (2011),
Man Yue Street, Hong Hom

Die steigende Beliebtheit des Sports führte zu einem Anstieg an illegalen Pferderennwetten. Als Reaktion auf die illegalen Wetten erlaubte die Hongkonger Regierung 1973 dem Club auch außerhalb der Rennstrecken Wettbüros zu betreiben und gab diesem somit ein rechtliches Monopol. 1974 eröffnete der Club die ersten sechs Wettbüros und betreibt heute mehr als einhundert in der ganzen Stadt. Um dem illegalen Glücksspiel und Sportwetten entgegenzutreten, sind seitdem noch die Mark Six Lotterie (六合彩,  liùhécǎi, Jyutping luk6hap6coi2, vergleichbar dem Lotto 6 aus 49) und Wetten auf ausländische Fußballspiele hinzugekommen.

### Olympische Spiele 2008
Im Juli 2005 wurde entschieden, dass die Reiterwettbewerbe der Olympischen Spiele 2008 in Hongkong ausgetragen werden. Das Gelände des internationalen Pferderenncenters bei Sha Tin wird als Stützpunkt für Olympia genutzt. Zusätzliche Austragungs- und Trainingsorte wurden in bestehende Sportstätten des Hong Kong Sport Institute, des Jockey Club Beas River Country Club und in den bestehenden Golfplatz integriert.

## Wohltätigkeitsorganisation
Der Hong Kong Jockey Club (HKJC) ist einer der größten privaten Förderer wohltätiger Zwecke weltweit und prägt die Entwicklung der Gesellschaft in Hongkong maßgeblich. Seit seiner Gründung engagiert sich der Club für soziale Projekte und hat seine wohltätigen Aktivitäten im Laufe der Jahrzehnte kontinuierlich ausgebaut. Heute werden rund 90 % des jährlichen Betriebsüberschusses nach Steuern an den Hong Kong Jockey Club Charities Trust gespendet, der 2023/24 mehr als HK$10,2 Milliarden für 173 Projekte bereitstellte.
Die Schwerpunkte der Wohltätigkeitsarbeit umfassen unter anderem die Förderung eines aktiven und gesunden Alterns, wie zum Beispiel durch das „Jockey Club Age-friendly City Project“ oder das „JC JoyAge“-Programm, die beide darauf abzielen, die Lebensqualität älterer Menschen zu verbessern und ihre soziale Teilhabe zu stärken.
Im Bereich Jugendentwicklung und Armutsbekämpfung unterstützt der HKJC Initiativen wie „CLAP@JC“, das Jugendlichen beim Übergang von der Schule ins Berufsleben hilft, sowie Programme zur psychosozialen Unterstützung wie „LevelMind@JC“.
Im Gesundheitswesen fördert der Club Projekte zur Verbesserung der medizinischen Versorgung, zur Unterstützung von Menschen mit Demenz und zur Förderung der psychischen Gesundheit, etwa durch das „Jockey Club Centre for Positive Ageing“ oder das „JC A-Connect Autism Support Network“.
Auch Sport und Kultur werden durch zahlreiche Initiativen und den Bau sowie Betrieb öffentlicher Einrichtungen wie Parks, Reitschulen und Kulturzentren gefördert. Ein Beispiel ist das Kulturzentrum Tai Kwun, das durch den HKJC revitalisiert und der Öffentlichkeit zugänglich gemacht wurde.
Der Club engagiert sich zudem stark in der Freiwilligenarbeit, etwa durch das Programm „JC VOLUNTEER TOGETHER“, das Mitarbeiter und Mitglieder zu sozialem Engagement motiviert.
Insgesamt arbeitet der HKJC eng mit Regierung, NGOs und lokalen Partnern zusammen, um innovative und nachhaltige Lösungen für gesellschaftliche Herausforderungen zu entwickeln.